# Virion
Virión ali infektívni délec je popoln, zrel virusni delec, ki je zmožen okužiti celico in se nato v njen razmnoževati. 

## Zgradba
- Najbolj zunanja struktura, ki obdaja virion, je virusna ovojnica (virusni plašč), sestavljena iz lipoproteinov. Virusne ovojnice nimajo vsi virusi; viruse brez nje imenujemo goli virusi.
- Pod ovojnico je kapsida iz beljakovin; pri golih virusih je to najbolj zunanja struktura.
- V notranjosti viriona se nahaja dednina v obliki ene ali več molekul jedrnih kislin (DNK ali RNK).